# Грабовский, Виктор Никанорович
Ви́ктор Никано́рович Грабо́вский (укр. Віктор Никанорович Грабовський; 7 ноября 1942, Баговица) — украинский поэт, переводчик и редактор, литературовед, литературный критик, журналист. Член Национального союза писателей Украины. Заслуженный деятель искусств Украины.

## Биография
Родился 7 ноября 1942 года в селе Баговица (ныне в Каменец-Подольском районе Хмельницькой области, Украина). Учился на славянском отделении филологического факультета Львовского университета. С 1967 года — на журналистской работе. В начале 1980-х исполнял обязанности заведующего отделом критики, а с 1985 по 1990 год — публицистики газеты «Литературная Украина»; работал заместителем главного редактора в редакциях «Народной газеты», «Самостийной Украины», «Слово Просвиты», главным редактором издательства Киевского национального экономического университета (КНЭУ); сейчас — и. о. главного редактора «Литературной Украины».

## Награды
- 11 апреля 2007 года получил звание «Заслуженный деятель искусств Украины» — за весомый вклад в развитие украинской журналистики, активное отстаивание идеалов свободы слова и многолетнюю добросовестную работу[1]

## Творчество
Автор сборников лирики: «Конари»|«Ветви» (Киев: «Молодь», 1983); «Дерево слова»  (Киев: «Радянськый пысьмэннык», 1987); «Созерцание дерева» (электронная версия на сайтах «Поэтика» и «Весна»); «Пьянящее отрада» (Киев-Нежин: ТОВ «Аспект-Полиграф», 2005); «Остров милосердия» (Киев: изд. центр «Просвита», 2005); «Песня собирателя нектара» (Киев: изд-во КНЭУ, 2006); «Вербное воскресение» (Киев-Белая Церковь: изд. центр «Просвита», 2007).
Переводит со славянских языков. В частности, со словацкого — Рудо Мориц «Его великий день» (Киев: «Вэсэлка», 1978 г.); с сербского — Стеван Булаич, «Дети с Вербной речки» (Киев: «Вэсэлка», 1979 г.); сопереводчик «Антологии сербо-лужицкой поэзии» (Львов: «Каменяр», 1969 г.); с чешского — «Весенняя Влтава» (Киев: "Молодь, 1982 г.); с русского — Александр Блок «Скифы» («Литературная Украина» от 24.11.2005 г.), Евгений Евтушенко «Казанский университет» и «Мой гость Чернобыль», Василий Федоров «Другой огонь»(Киев, изд-во «Радянськый пысьмэннык», 1983 г.)и др.; с болгарского — «Давайте дружить!» (Киев — Софія: «Вэсэлка» 1985); с польского — Густав Эренбург, Томаш-Август Олизаровский, Мирон Бялошевский и др.: Антология польской поэзии в двух томах (Киев: «Днипро», 1979 г.), Кароль Войтыла (Ивана Павла II) «Святыня» (Киев: «Днипро», 2001 г.).
Интересны размышления самого поэта про личность и творчество Кароля Войтылы в статье «Любовь сама уравновешивает долю».
Стихи, переводы, эссе, публицистические и литературоведческие статьи Виктора Грабовского вошли в целый ряд коллективных сборников ещё тридцать лет назад (например, В. Грабовский — один из авторов сборника критических статьей «Высокое призвание» — Киев, изд-во «Радянськый пысьмэннык», 1976 г., это о его статье применительно к искусству перевода академик Эдельгейм сказал тогда же в «Вопросах литературы»: «Небольшое, но умное исследование…»; а также и зарубежных изданий, в частности — в сборник украинской поэзии в переводах на польский «Ukraińskie wiersze miłosne» — Warszawa, 1991); печатались в литературно-художественных журналах и газетах Украины. Виктор Грабовский — автор интересной интерпретации «Слова о полку Игореве» на современном украинском языке, при исследовании которого выдвинул оригинальную гипотезу об Автора этого шедевра древнерусской поэзии («Литературная Украина», 1985).
Он — редактор и составитель двухтомного издания поэзии Василя Стуса «Вот так и ты сгорай», издательский центр «Просвита», Киев, 2005 г.
Также Виктор Грабовский — один из авторов сценария фильма о Чернобыле «Порог» известного режиссёра Роллана Сергиенко и один из инициаторов Международной ежегодной акции «Спасенная планета», которая уже с первого шага — 26 апреля 1998 года нашла немало сторонников во всем мире.
Лауреат литературной премии имени Владимира Сосюры и Международной литературной премии имени Дмитрия Нитченко.
Журналистка Вера Кулёва, рассказывая в газете «Крещатик» про лауреатов премии им. Владимира Сосюры, отметила: «С Виктором Грабовским работала в газете „Ваше здоровье“. Эрудит, большой патриот Украины, искренняя и добрая душа. Собственно и его лирика поражает своей открытостью, непосредственностью, огромной любовью к миру, людям и, прежде всего, — к родной земле».

## Книги
- Конари «Ветви»): Стихи. — Киев: Молодь, 1983. — 96 с.
- Дерево слова: Стихи. — Киев: Радянськый пысьмэннык, 1987. — 94 с.
- П’янка розрада" (Пьянящее отрада): Лирика. — Киев-Нежин: ТОВ Аспект-Полиграф, 2005. — 100 с. — ISBN 966-340-037-4
- Остров милосердия: Стихи. — Киев: ИЦ «Просвита», 2005. — 265 с. — ISBN 966-8547-41-1
- Пісня збирача нектару (Песня сборщика нектара): Лирика.— К., 2006. — 156 с.
- Вербна неділя. (Вербное воскресенье) — Киев-Белая Церква: ИЦ «Просвита», 2007. — 134 с.
- Войтыла Кароль. Святыня / Составитель, автор предисловия и переводчик с польского Виктор Грабовский. — Киев: Днипро, 2001. — 150 с.— ISBN 966-578-023-9